# Christian Schafrik
Christian Schafrik (* 26. Dezember 1941 in Leslau; † 25. Dezember 2018 in Eisenach) war ein deutscher Schlagersänger.

## Leben
Nach seiner Schulzeit ging Schafrik im Hotel Erfurter Hof in Erfurt in die Lehre und wurde Koch und Kellner. Bereits während seiner Lehrzeit hatte er seine erste Band, das „Albergo-Trio“. Mit dieser Formation gewann er 1959 den Talenteausscheid in Erfurt. Dieser Erfolg war entscheidend für seine spätere künstlerische Entwicklung. Er nahm Gesangsunterricht und erlernte autodidaktisch Schlagzeug, Gitarre und Bass. 
Während der Sommersaison des Jahres 1963 war er im Restaurant „Dünenhaus“ im Ostseebad Prerow als Kellner tätig und beteiligte sich dort an einem abendlichen Talentewettbewerb, den er gewann. Der Komponist Ralf Petersen, der zufällig anwesend war, fand Gefallen an Schafriks Stimme und seiner modernen Stilistik. Er lud ihn zu einer Mikrofonprobe ins Berliner Funkhaus ein.
Noch im Herbst 1963 sang Christian Schafrik in Ost-Berlin vor und wurde für Musikproduktionen akzeptiert. Ralf Petersen schrieb für ihn gemeinsam mit Dieter Schneider den Titel Gute Nacht, Maria-Maddalen, der am 11. März 1964 aufgenommen wurde. Das Lied wurde ein Erfolg. Wenige Monate später folgte von den gleichen Autoren der Hully-Gully-Titel Immer wieder ein roter Mund, der ebenfalls erste Plätze in den Hitparaden von Rundfunk und Fernsehen belegte. 
1965 erschien seine erste Amiga-Platte. Darauf waren die Titel Ich bin immer für dich da (Klaus Hugo / Dieter Schneider) und Take It Easy (Günther Kretschmer / Dieter Schneider). Erfolgreich wurden auch seine Titel Goldener Mond (Rudi Werion / Dieter Schneider) und Süßer Kuß im Mondenschein (Ralf Petersen / Dieter Schneider). Christian Schafrik produzierte insgesamt 49 Titel.